# Calvin Moore

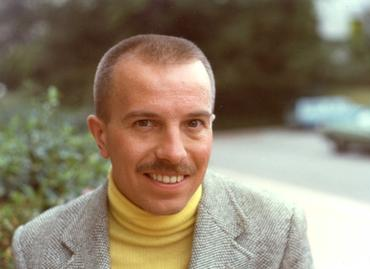
Calvin Moore, Berkeley 1974

Calvin C. Moore (* 2. November 1936 in New York City; † 26. Juli 2023) war ein US-amerikanischer Mathematiker, der sich mit Operatoralgebren und topologischen Gruppen befasste.
Moore studierte an der Harvard University mit dem Bachelor-Abschluss 1958 und wurde 1960 bei George W. Mackey in Harvard promoviert (Extensions and Cohomology Theory of Locally Compact Groups). 1961 wurde er Assistant Professor, 1966 Professor in Berkeley. Von 1977 bis 1980 war er dort Direktor des Center for Pure and Applied Mathematics.
Mit S. S. Chern und Isadore Singer war er 1982 Gründer des MSRI. 1964/65 war er am Institute for Advanced Study.
Er war Fellow der American Academy of Arts and Sciences. 1965 bis 1967 war er Sloan Research Fellow. 1971 bis 1979 war er Mitglied des Board of Trustees der American Mathematical Society, deren Fellow er war. Ab 1977 war er Mitherausgeber des Pacific Journal of Mathematics. 1978/79 war er Miller Research Professor in Berkeley.
Er schrieb eine Geschichte der Mathematik in Berkeley.
Zu seinen Doktoranden gehören Roger Howe, Bruce Blackadar.
Moore starb am 26. Juli 2023 im Alter von 86 Jahren.

## Schriften
- mit Claude Schochet Global Analysis on Foliated Spaces, MSRI Publications, Springer Verlag 1988, 2. Auflage, Cambridge University Press 2006